# Wenn Mädchen ins Manöver zieh’n
Wenn Mädchen ins Manöver zieh’n ist eine österreichische Filmkomödie von Rudolf Schündler aus dem Jahr 1958. In den Hauptrollen sind Harald Juhnke und Christine Görner zu sehen.

## Handlung
In der k.u.k. Infanterie-Kaserne in Woroslav herrscht große Aufregung: In einer per Zug erreichbaren Stadt gastiert eine Operette aus Wien mit dem Stück Die Landstreicher. Zwar gibt Oberst Joseph Zierpfandl dem gesamten Regiment Urlaub bis zum Wecken, doch dämpft seine Frau Melanie die Freude augenblicklich: Das Regiment habe in der Kaserne zu bleiben, stehe doch eine Feldübung kurz bevor. Die soll beginnen, wenn der Erzherzog in die Kaserne kommt. Dies hofft Melanie bereits seit fünf Jahren und verbindet damit auch den Wunsch, ihren Mann endlich als General zu sehen.
In Woroslav treffen Oberleutnant Ferdinand von Pottenstein und sein Bursche Leopold Eppeseder ein, die aus Wien zur Kaserne überstellt wurden. Beide interessiert das Ausgehverbot nicht sonderlich, zumal sie für einen ersten Fehltritt gleich zu Beginn Stubenarrest erhalten haben. Sie fliehen heimlich aus der Kaserne. Da das Stück wiederum für Soldaten verboten ist, kleiden sie sich in Zivil – die Anzüge erhalten sie aus dem Kostümfundus der Theatergruppe, ist Schauspielerin Karoline Käfer von den beiden Deutschmeistern doch begeistert.
Nach Ende der Aufführung zieht die Theatergruppe weiter. Zwar erkennen Ferdinand und Leopold, dass ihre Uniformen noch in der Funduskiste sind, doch erweist sich die ihnen eilig zugeworfene Funduskiste als die falsche. Notgedrungen fahren sie am Morgen in Zivil gen Woroslav. Im Zug treffen sie Karoline und ihre Freundin Konstanze wieder. Konstanze erweist sich Ferdinand gegenüber als ablehnend, würde sich aber zu einem Lächeln durchringen, wenn die Männer ihnen einen Sitzplatz im überfüllten Abteil besorgen könnten. Als sich Leopold nicht mit Gewalt durchsetzen kann, wendet er sich während eines Halts direkt an den Stationsvorsteher Kobischek. Er behauptet, Erzherzog Karl Anton reise inkognito im Zug, habe jedoch keinen Sitzplatz.
Statt zwei Plätze zu räumen, verfällt Kobischek in aufgeregten Aktionismus. Für die Ankunft des Erzherzogs wurde seit Jahren ein Salonwagen bereitgehalten, der nun an den Zug angekoppelt wird. Ferdinand spielt notgedrungen den Erzherzog und Leopold gibt sich als sein Adjutant aus. Die Frauen wiederum sind begeistert und Konstanze interessiert sich plötzlich für Ferdinand. Kobischek wiederum gibt die Nachricht, dass der Erzherzog nach Woroslav komme, an alle Stationen durch, und Ferdinand wird nun bei jedem Halt frenetisch begrüßt. Vor Woroslav, wo ihn eine Ehrengarde erwartet, gestehen die Männer den Frauen ihren Streich.
Nach kurzer Empörung springen Konstanze und Karoline ein: Sie verkleiden sich wie im Stück als Erzherzog und Adjutant, während Ferdinand und Leopold improvisierend in Frauenkleider die jeweiligen Gattinnen geben. In Woroslav geht die Maskerade weiter: Weil Oberst Joseph Zierpfandl nicht im Hause war, als die Nachricht von der Ankunft des Erzherzogs eintraf, schlüpfte Melanie kurzerhand in die Rolle des Oberst und gab die Befehle. Sie weiß nicht, dass sich Joseph schon seit Jahren mit dem echten Erzherzog Rudolph-Karl zum Entenjagen trifft und der Erzherzog auch weiß, dass der Oberst alles tun würde, um eine Ernennung zum General zu verhindern.
Mithilfe von Ferdinand und Leopold meistern Karoline und Konstanze sämtliche Hürden des Protokolls und überstehen auch einen kurzfristig organisierten Empfang. Als Melanie jedoch am frühen Morgen die Feldübung beginnen lässt, wird ihnen klar, dass sie „abreisen“ müssen. Dem als Frau verkleideten Leopold gelingt es, den Burschen Navratil in sich verliebt zu machen und zu einer gemeinsamen Flucht zu überreden. Im Wagen fliehen jedoch Karoline und Konstanze, die wieder in ihren normalen Kleidern stecken. Ferdinand und Leopold nehmen normal am Manöver teil. Joseph wiederum will sich heimlich mit Rudolph-Karl zur Entenjagd treffen, erkennt aber, dass seine Frau einen spontanen Brückenbau plant, um das Manöver schneller zu beenden. Rudolph-Karl bietet an, die Brücke in die Luft zu sprengen, wird bei dem Versuch jedoch verhaftet und zum Manöverziel gebracht. Hier befinden sich bereits Ferdinand und Leopold.
Navratil wiederum erscheint mit dem Fuhrwerk, in dem sich auch Karoline und Konstanze befinden. Joseph kommt an und kurz darauf auch Melanie mit ihrer Gruppe sowie Soldaten mit dem Gefangenen echten Erzherzog. Es kommt zu einer Verfolgungsjagd, als die beiden Frauen vom Fuhrwerk springen. Das Chaos endet erst, als sich Karoline, Konstanze, Ferdinand und Leopold wieder verkleiden und als Erzherzog und Gespann auftreten. Nun wird auch der echte Erzherzog vorgeführt, den Joseph aus seiner misslichen Lage befreit. Rudolph-Karl stellt die vier Identitätsschwindler zur Rede und es zeigt sich, dass er früher mit Karoline eine Affäre hatte, aus der Karoline – so teilt sie Rudolph-Karl mit – Anton behalten habe. Der Erzherzog will die Affäre vertuschen und verrät die vier nicht. Als „Strafe“ für die Verhaftung wiederum wird Joseph nicht zum General befördert, was er erleichtert zu Kenntnis nimmt. Rudolph-Karl versetzt Ferdinand und Leopold nach Wien, wo auch die beiden jungen Frauen leben. Zu fünft fahren sie im Salonwagen nach Wien zurück. Als sich Rudolph-Karl nach dem Alter des Jungen Anton erkundigt, gesteht Karoline, dass es sich bei Anton um den Papagei handelt, den sie vom Erzherzog erhalten habe. Alle brechen in Lachen aus.

## Produktion
Gefilmt wurde unter anderem in den Wiener Rosenhügel-Filmstudios. Die Kostüme schuf Edith Almoslino, die Filmbauten stammen von Fritz Jüptner-Jonstorff und Alexander Sawczynski. Der Film erlebte am 14. Oktober 1958 seine Deutschlandpremiere und war im Dezember des gleichen Jahres erstmals in Österreich zu sehen. Dort wurde er als Zauber der Montur angekündigt. Für die Fernsehausstrahlung kam auch der Titel Seine Hoheit war ein Mädchen zur Anwendung.

## Kritik
„Ein Schwank mit zahlreichen, meist schnell verpuffenden Gags“, fasste der film-dienst zusammen.